# Budgie
BudgieとはGTK（バージョン3.x以上）などのGNOME技術を利用したデスクトップ環境である。BudgieはSolusプロジェクトが開発しているが、Arch Linux、Manjaro、openSUSE Tumbleweed 、Ubuntu Budgieなど多数のコミュニティも開発に貢献している。Budgieのデザインはシンプルさ、ミニマリズムさ、そして優雅さが強調されている。

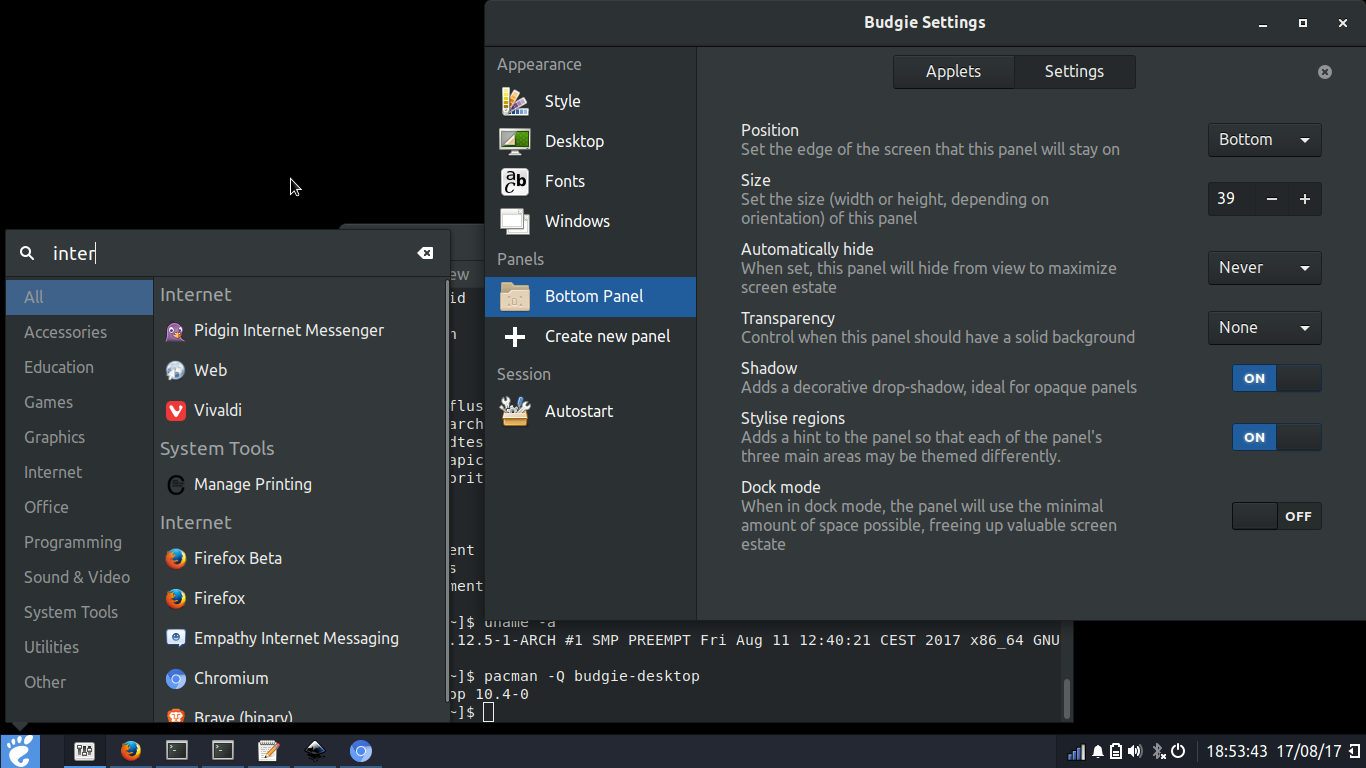
Budgie（デスクトップ環境）v10.4

## アプリケーション
Budgieデスクトップは、GNOMEスタックにタイトに統合されており、その基底にある技術を、別のデスクトップ体験を提供するのに用いている。Budgieのアプリケーションは、通常GTKを使い、GNOMEアプリケーションと同様のヘッダーバーを持つ。Budgieは、ユーザーのシステムの利用に合せて、カテゴリーを移動させたり、メニューの上部によく利用するアプリケーションを移動するなど、効果的にFavorites listを生成する。

## 歴史
Budgieは最初、Evolve OSという名のLinuxディストリビューションのデフォルトのデスクトップ環境として開発された。Evolve OSの名がSolusに変更された後、Budgieの開発はより弾みがついた。
初期のバージョンのBudgieは、遅く、クラッシュしがちだった。しかし、時間が経つにつれ、スピードと信頼性は向上している。
Budgieのバージョン1は、2014年2月18日にリリースされたほか、バージョン10は2015年12月27日にリリースされている。バージョン付けのスキームが変わったため、2023年現在のリリースは10.8である。

## 採用
Arch Linux
BudgieはArch Linuxのコミュニティレポジトリで利用可能であり、またArch User Repositryでもbudgie-desktop-gitとして配布されている。
Debian
Budgieは、Debian 9のリリースからDebian安定版のmainレポジトリで利用することができる。
GeckoLinux
openSUSEベースのディストリビューションであるGeckoLinuxは、Budgieを提供する。
Manjaro（Budgieの開発は終了）
2015年11月、Manjaroのコミュニティは、Manjaro Budgie 15.11が利用可能であることをアナウンスした。2016年7月14日には、Manjaro Budgie 16.06.1が利用可能となっている。

openSUSE
BudgieデスクトップはopenSUSE Leap 15.2およびopenSUSE Tumbleweedで利用可能である 。
Solus
Solusのプライマリデスクトップ環境はBudgieである。
SparkyLinux
BudgieデスクトップはSparkyLinuxの現行リポジトリで利用可能である。
Ubuntu Budgie
Ubuntu Budgieの最初のバージョンは17.04である。これはUbuntuの公式フレーバーであった。Ubuntu Budgie 17.04は、オリジナルのUbuntu 17.04からBudgieがデフォルトのデスクトップ環境である、という点でのみ違っていた。2017年時点で、Ubuntu Budgieは最も人気なUbuntu派生となった。
Void Linux
BudgieデスクトップはVoid Linuxの現行リポジトリ (January 2018) で利用可能である。